# Carlos Manuel de Trelles

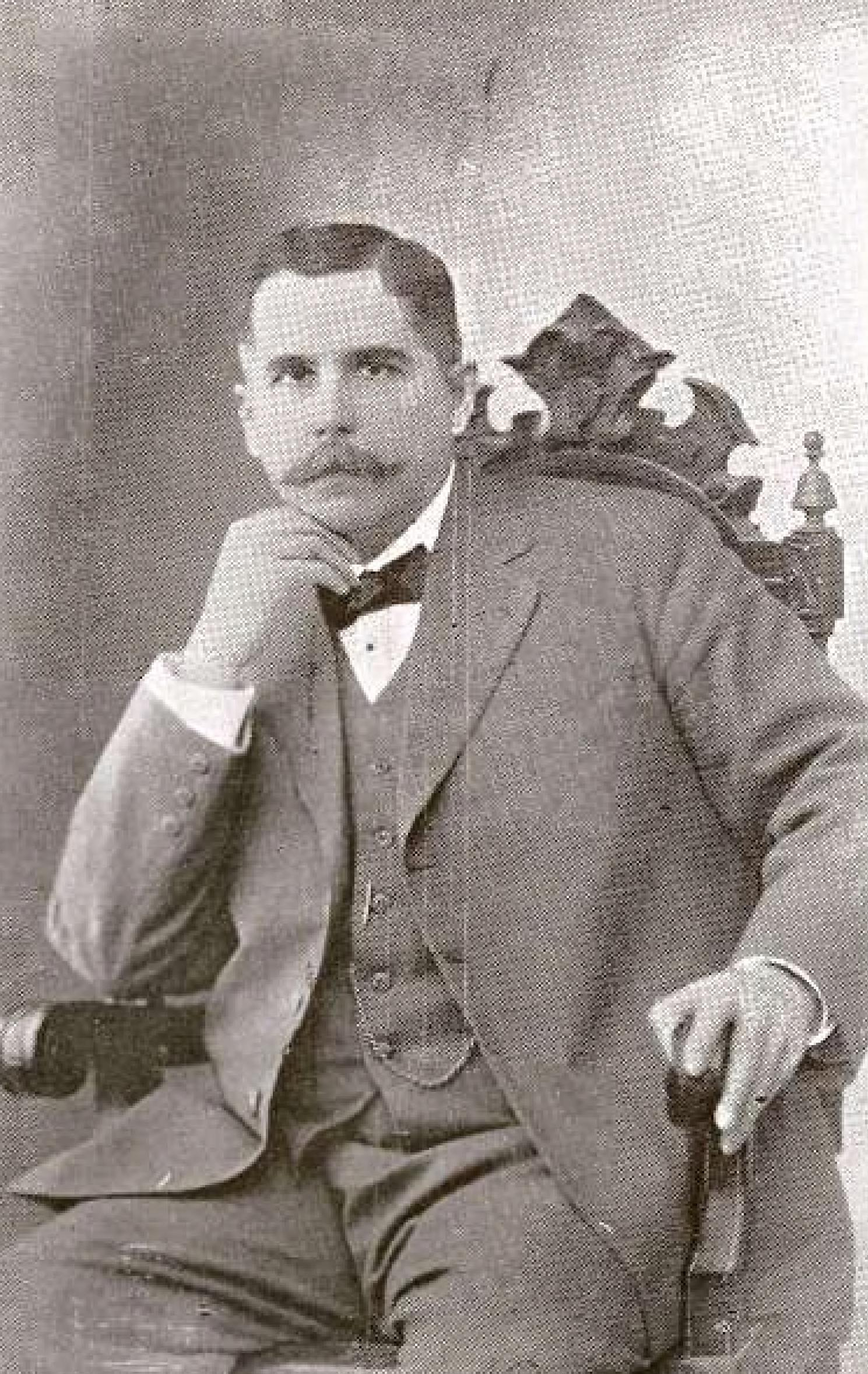
Retrato de Carlos M. Trelles

Carlos Manuel Trelles y Govín (Matanzas, 15 de febrero de 1866-Matanzas, 1 de junio de 1951) fue un bibliógrafo cubano.

## Biografía
Nacido el 15 de febrero de 1866 en Matanzas, trabajó intensamente en la compilación de la bibliografía cubana y fue émulo de Antonio Bachiller y Morales (1812 - 1889), padre de la bibliografía cubana. Se vinculó directamente a la lucha por la independencia y fue miembro del Partido Revolucionario Cubano fundado por José Martí (1853-1895). Perseguido por sus actividades revolucionarias, emigró a Tampa, donde fundó el Club Revolucionario Pedro Betancourt con el fin de recaudar fondos para la revolución. Al finalizar la guerra con España regresó a Cuba y dirigió la Biblioteca Pública de Matanzas desde diciembre de 1898; en 1900 participó en la Exposición Universal de París representando a su provincia natal. 
En 1923 ocupó la responsabilidad de bibliotecario de la entonces Cámara de Representantes, cargo que ocupó hasta su jubilación, desarrollando una prolífica obra en diversos medios y manteniendo siempre su vocación de bibliófilo. Junto a diversos trabajos de bibliografía cubana, publicó además diversas monografías y opúsculos de tema histórico, demográfico y sociológico.
Fue miembro correspondiente de la Academia Nacional de Artes y Letras; miembro de número de la Academia de la historia de Cuba, de la Academia Cubana de la Lengua, de la Asociación Bibliográfica Cultural; miembro de la Sociedad Cubana de Derecho Internacional; socio de honor de la Sociedad Económica de Amigos del País desde 1917, de la Asociación de la Prensa Médica de Cuba, de la Sociedad Geográfica de Cuba; miembro correspondiente de The Hispanic Society of America (Nueva York), de la Academia Americana de Historia (Buenos Aires), de la Sociedad Chilena de Historia y Geografía, de la Sociedad Mexicana de Geografía y Estadística; vicepresidente honorario de la Asociación Interamericana el Bibliógrafos y Bibliotecarios (Washington); también fue Teniente y Comendador del Ejército Libertador, y recibió la Orden Nacional de Mérito Carlos Manuel de Céspedes, en 1950. Falleció en su ciudad natal el primero de junio de 1951 a la edad de 85 años.

## Obras
- Bibliografía de la Segunda Guerra de Independencia y de la Hispano-Yanqui. La Habana, 1902.
- Ensayo de Bibliografía Cubana de los Siglos XVII y XVIII. Seguido de unos Apuntes para las Bibliografía de Dominicana y Portorriqueña. Matanzas, Imp. El Escritorio, 1907.
- Bibliografía Cubana de los Siglos XVII y XVIII. 2ªed. La Habana, Imp. del Ejército, 1927.
- Índices de la Bibliografía Médico Farmacéutica Cubana. La Habana, Imp. Avisador Comercial, 1907.
- Ensayo del Bibliografía Cubana de los Siglos XVII y XVIII. Suplemento. Matanzas, Imp. El Escritorio, 1908.
- Bibliografía Cubana del Siglo XIX. Matanzas, Imp de Quirós y Estrada, 1911-1915.8 t.
- Los ciento cincuenta Libros Más Notables que los Cubanos Han Escrito. La Habana, Imp el Siglo XX, 1914.
- Bibliografía Cubana del Siglo XX. Matanzas, Imp de la Vda. De Quirós y Estrada, 1916-1917.2 t.
- Biblioteca Científica Cubana. Prólogo de Carlos de la Torre Huerta y Diego Tamayo. Matanzas, Imp. De J. F. Oliver, 1918-1919.2 t. (Commons)
- Biblioteca geográfica cubana. Matanzas, imp de Juan F. Oliver, 1918-1919.2 t.
- Biblioteca geográfica cubana. Matanzas, imp de Juan F. Oliver, 1920.
- Bibliografía antillana [s.l.], 1921.
- Biblioteca histórica cubana. Prólogo del Dr. Enrique José Varona. Matanzas, imp de Juan F. Oliver, 1922-1926.3 t.